# Surya Mandir
Surya Mandir (Hindi सूर्य मंदिर; Nederlands: Zonnetempel) is een hindoeïstische tempel en stichting aan de Verlengde Gemenelandsweg in Paramaribo, Suriname op de hoek van de Zinniastraat en de Verlengde Gemenelandsweg. In het gebouw worden lezingen en oefeningen gehouden.
Voor de oprichting van de stichting Surya Mandir in 1984, lag de kerkgemeenschap LOGOS op de locatie. Nadien is de tempel voortdurend onder constructie geweest, waarbij steeds nieuwe toevoegingen aan het gebouw zijn gedaan. Aan de buitenkant zijn voortdurend constructiewerkzaamheden bezig geweest, maar het gebouw is van binnen echter reeds in gebruik.